# ماتيوس بهية سانتوس
ماتيوس بهية سانتوس (بالبرتغالية: Matheus Bahia Santos‏) هو لاعب كرة قدم برازيلي، ولد في 11 أغسطس 1999 في سالفادور في البرازيل.

## وصلات خارجية
- ماتيوس بهية سانتوس على موقع قاعدة بيانات كرة القدم.إي يو (الإنجليزية)
- ماتيوس بهية سانتوس على موقع Soccerway.com (الإنجليزية)